# 김구미자
김구미자(金久美子, 일본어: 金村久美子 가네무라 구미코[*],　1958년 10월 11일~2004년 10월 1일)는 대한민국의 여성 배우로, 재일 한국인 3세이다.
극단 흑텐트, 신주쿠 양산박의 일원으로 활동했고, 1989년에는 무대에서 "천년 고독"(千年の孤独)으로 극장 출연상(テアトロ演劇賞), 나중에 수상했다. 그 뒤에 영화는 제2의 고향인 한국에서 찍었고, 1989년에 "애란"(愛乱)에서 주연을 맡았다. 1990년 "미친 사랑의 노래"(狂った愛の歌, 베트남 전쟁중에 사망한 애인의 히로인 작)로 아시아-태평양 영화제 최고 우수 여주연상을 받았다. 이후에 일본을 무대로 드라마, 영화, 무대 등 폭넓게 활동했다.
2004년에 위암으로 45세에 사망했다.

## 출연 작품

### 영화
- 애란 (이황림, 1989) 히데꼬 역
- 미친 사랑의 노래 (김호선, 1990) 이수 역
- 마음의 파수꾼 (서웅, 1992) 혜련 역
- 토미에 - 리플레이 (미츠이시 후지오, 2000)
- 순애보 (이재용, 2000) Shoe Syore Keeper
- 천왕의 선물 (임선, 2004)
- 치카의 여러 얼굴 (하라 카즈오, 2004)

### 방송
- 1992년 SBS 자니 윤 이야기쇼 83회

## 수상
- 1990년 아시아태평양영화제 여우주연상 수상 (미친 사랑의 노래)